# Igor Bubnjić
Igor Bubnjić (Split, Croacia, 17 de julio de 1992) es un exjugador y actual entrenador de fútbol croata. En su etapa como jugador profesional se desempeñaba como defensa. Actualmente trabaja como entrenador del Udinese Primavera.
En octubre de 2019, anunció su retirada como futbolista profesional a los 27 años de edad debido a una lesión en una de sus rodillas.

## Selección nacional
Fue internacional con la selección de Croacia en 2 ocasiones.

## Clubes

### Como jugador
| Club                      | País    | Año       |
| ------------------------- | ------- | --------- |
| Slaven Belupo             | Croacia | 2011-2013 |
| → Koprivnica (cedido)     | Croacia | 2011-2012 |
| Udinese                   | Italia  | 2013-2018 |
| → Carpi (cedido)          | Italia  | 2015-2016 |
| → Brescia (cedido)        | Italia  | 2016-2017 |
| → Inter Zaprešić (cedido) | Croacia | 2018      |
| Hibernians                | Malta   | 2018-2019 |

### Como entrenador
| Club              | País    | Año       |
| ----------------- | ------- | --------- |
| Istra 1961 sub-19 | Croacia | 2022-2023 |
| Udinese Primavera | Italia  | 2023-     |